# Eugène Jungers
Eugène Jungers (ur. 19 lipca 1888 w Messancy, zm. 17 września 1958 w Brukseli) – belgijski prawnik, urzędnik i polityk; wicegubernator generalny Ruandy-Urundi w latach 1932 - 1946 i gubernator generalny Konga Belgijskiego w latach 1946 - 1952.

## Życiorys
Urodził się 19 lipca 1888 roku w małym mieście Messancy, w prowincji Luksemburg, w Belgii, w rodzinie luksemburdzkiego pochodzenia. W 1910 roku ukończył prawo na Uniwersytecie w Liège.

### Kongo Belgijskie
W 1911 roku Jungers przybył do Kongo Belgijskiego i objął stanowisko młodszego sędziego. Szybko awansował w szeregach kolonialnego sądownictwa. W 1924 roku zamieszkał w Ruandzie, a w 1932 roku awansował na wicegubernatora Ruandy-Urundi i pełnił tę funkcję do 1946 roku. Jego kadencja obejmowała II wojnę światową i głód Ruzagayura w latach 1943 - 1944.
W 1946 roku został generalnym gubernatorem Konga Belgijskiego. Funkcję tę pełnił do 1956 roku, a następnie objął stanowisko w zarządzie Société commerciale des transports et des ports (OTRACO). 
W 1956 otrzymał on tytuł szlachecki. Zmarł w Brukseli 17 września 1958 roku.